# Ectopleura crocea
Ectopleura crocea är en nässeldjursart som först beskrevs av Agassiz 1862.  Ectopleura crocea ingår i släktet Ectopleura och familjen Tubulariidae. Inga underarter finns listade i Catalogue of Life.